# ماساکی هیاما
ماساکی هیاما (انگلیسی: Masaaki Hiyama؛ زادهٔ ۲ سپتامبر ۱۹۵۹) طبل‌زن، و موسیقی‌دان اهل ژاپن است.